# Gerrit Fischer
Gerrit Fischer (28 augustus 1916 - 22 november 1984) was een Nederlands voetballer.

## Biografie
Gerrit Fischer werd op zestienjarige leeftijd bij een schoolvoetbalwedstrijd ontdekt door Ajax trainer Jack Reynolds. Twee jaar later maakte hij als achttienjarige zijn debuut in het eerste elftal van Ajax in de thuiswedstrijd tegen Xerxes op 16 september 1934. Hij zou zestien jaar in het eerste elftal blijven spelen. Tussen 1936 en 1938 is hij tijdelijk uit de basis verdrongen door Jan Stam, maar daarna is hij jarenlang een vaste waarde gebleven. Zijn laatste wedstrijd speelde hij in 1950 in de met 6-0 verloren thuiswedstrijd tegen Limburgia. In totaal heeft Gerrit Fischer 240 wedstrijden gespeeld waarin hij 97 doelpunten maakte. Naast zijn eigen doelpunten heeft hij vaak aan de basis gestaan van de vele doelpunten van de legendarische Piet van Reenen.
Voor het Nederlands elftal is Gerrit Fischer nooit geselecteerd. Na zijn afscheid van het eerste elftal is hij actief gebleven bij Ajax. In 1979 is hij er benoemd tot Lid van Verdienste.